# Hinchingbrooke House
Hinchingbrooke House est une demeure seigneuriale anglaise à Huntingdon, dans le Cambridgeshire, qui fait maintenant partie de l'école Hinchingbrooke.

## Histoire

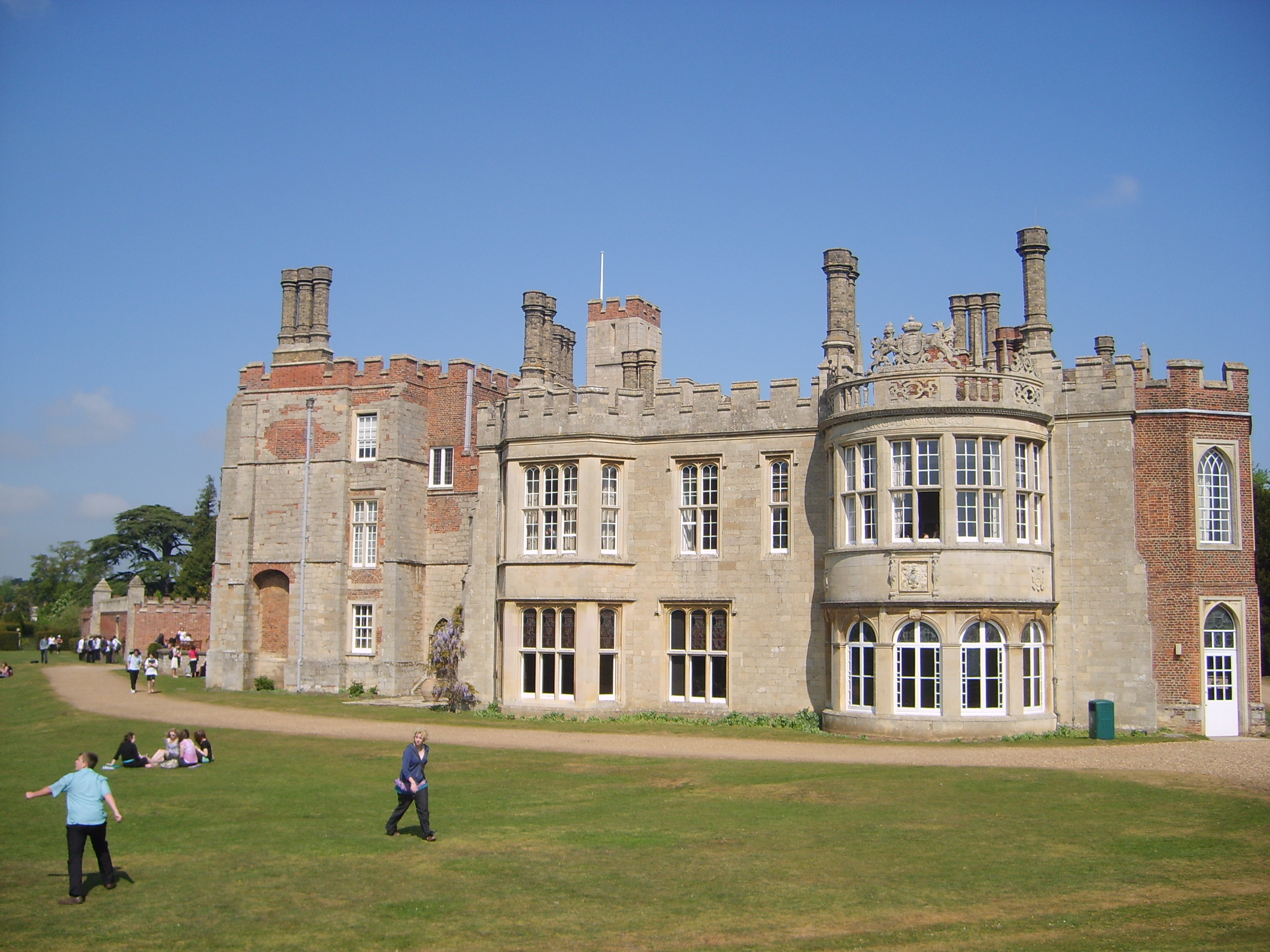
Hinchingbrooke House (2007)

La maison est construite autour d'un couvent bénédictin du XIe siècle . Après la Réforme, il passe entre les mains de la famille Cromwell, et devient par la suite la maison des comtes de Sandwich jusqu'en 1956, dont John Montagu (4e comte de Sandwich), réputé "l'inventeur" du sandwich moderne.
Le 8 mars 1538, Richard Williams (alias Cromwell), un neveu de Thomas Cromwell, obtient la concession du couvent de Hinchingbrooke, dans le Huntingdonshire, pour le prix sous-évalué de £19,9s.2d. alors qu'il est un visiteur officiel supervisant la dissolution des monastères . Une cheminée découverte dans le bâtiment porte ses initiales . Son fils, Henry Williams (alias Cromwell), grand-père d'Oliver Cromwell, réalise des travaux plus importants sur la maison .
Selon Mark Noble, écrivain du XVIIIe siècle et visiteur fréquent à Hinchingbrooke, « les appartements des religieuses, ou cellules, à Hinchinbrook, sont maintenant entiers et sont utilisés comme chambres d'hébergement pour les serviteurs subalternes ; leur salle commune était ce qui est maintenant la cuisine ; l'église est détruite, à l'exception de quelques restes insignifiants, maintenant partie d'un des murs de la maison, et semblent avoir été l'angle de la tour ; près de cet endroit en abaissant le parquet, il y a quelques années, un ou plusieurs cercueils de pierre ont été trouvés", et "Sur les bow-windows, il a mis les armes de sa famille, avec celles de plusieurs autres à qui il était allié".
La reine Élisabeth Ire séjourne à Hinchingbrooke en août 1564 après une visite à l'Université de Cambridge . Le roi Jacques est à Hinchingbrooke le 7 décembre 1610, le prince Henri y est le 8 août 1612 .
Un grave incendie se déclare en 1830 et la maison est restaurée/reconstruite par Edward Blore. Elle est restaurée en 1894 et à nouveau dans les années 1960. Lors de la restauration la plus récente, l'entrée de la salle capitulaire est découverte, mais sinon, peu de bâti médiéval est visible .
La maison est présentée et illustrée dans le numéro du 2 novembre 1907 de Country Life .
En 1970, elle devient une partie de l'école Hinchingbrooke  abritant la classe de 6e. L'école Hinchingbrooke, autrefois la Huntingdon Grammar School, était sur le site de ce qui est maintenant le musée Cromwell à Huntingdon, a été fréquentée par Oliver Cromwell et Samuel Pepys  . L'école compte maintenant environ 1 900 élèves .
C'est un bâtiment classé Grade I et est ouvert aux visites le dimanche après-midi en été  .

## Sources
- « exhibitions>Cromwell>Where did he come from? », Cambridgeshire Education, Libraries and Heritage, 1999
- « Hinchingbrooke House », The History of Hinchingbrooke House (website), 2004 (consulté le 7 novembre 2011)
- HH staff, « About Hinchingbrooke House » [archive du 9 janvier 2012], Hinchingbrooke House and Performing Arts Centre (consulté le 4 novembre 2010)
- Mark Noble, Memoirs of the Protectorate-house of Cromwell: Deduced from an Early Period, and Continued Down to the Present Time,..., vol. 2, Printed Pearson and Rollason, 1784